# Valerio Curti
Valerio Curti est un joueur italien de volley-ball, né le  10 novembre 1978 à Modène. Il mesure 2,03 m et joue central.

## Clubs
| Club                        | Pays   | De        | À         |
| --------------------------- | ------ | --------- | --------- |
| Ceramiche Provenza Sassuolo | Italie | 1996-1997 | 1998-1999 |
| Della Rovere Carifano       | Italie | 1999-2000 | 1999-2000 |
| Esse-Ti Carilo Loreto       | Italie | 2000-2001 | 2002-2003 |
| Unimade Parma               | Italie | 2003-2004 | 2003-2003 |
| Terra Sarda Cagliari        | Italie | 2004-2005 | 2004-2005 |
| Bre Banca Cuneo             | Italie | 2005-2006 | 2008-2009 |